# Pinga (football, 1965)
Pour les articles homonymes, voir Pinga (homonymie).
Jorge Luís da Silva Brum, dit Pinga (né le 23 avril 1965 à Porto Alegre), est un footballeur international brésilien. Il participe aux Jeux olympiques d'été de 1984, remportant la médaille d'argent avec le Brésil.

## Biographie

### En club
Pinga joue six matchs en Copa Libertadores avec le Sport Club Internacional.

### En équipe nationale
Pinga participe aux Jeux olympiques d'été de 1984 organisés à Los Angeles. Lors du tournoi olympique, il joue cinq matchs. Le Brésil atteint la finale de la compétition, en étant battu par l'équipe de France.

## Palmarès

### équipe du Brésil
- Jeux olympiques de 1984 :
  -  Médaille d'argent.

### SC Internacional
- Campeonato Gaúcho :
  - Vainqueur : 1984, 1991 et 1992.

- Coupe du Brésil :
  - Vainqueur : 1992.

### SC Corinthians
- Campeonato Paulista :
  - Vainqueur : 1995.

- Coupe du Brésil :
  - Vainqueur : 1995.